# 塔迪科姆布
塔迪科姆布（Thadikombu），是印度泰米尔纳德邦Dindigul县的一个城镇。总人口16091（2001年）。

## 人口
该地2001年总人口16091人，其中男性8045人，女性8046人；0—6岁人口1867人，其中男979人，女888人；识字率61.16%，其中男性为70.48%，女性为51.85%。